# 林安夫
林 安夫（はやし やすお、1922年4月3日 - 1944年?）は、愛知県出身のプロ野球選手（投手）。
シーズン541回1/3、シーズン対戦打者2079人、シーズン先発51登板のNPB記録保持者。史上8人目のシーズン防御率0点台も達成した。弟は元プロ野球選手の林直明。

## 来歴・人物
一宮中（現・一宮高）時代はスピードのある直球と抜群の制球力を駆使。1941年の選抜大会では、決勝戦で東邦商の玉置玉一と投げ合って敗れるが、準優勝を果たした。
1942年に朝日軍に入団。当時慢性的な投手不足に悩んでいたチームで孤軍奮闘、監督の竹内愛一の指導により福士勇を押しのけてエースとなる。竹内は一球ごとにベンチからサインを出して投球術を教授するなど、実戦を通じて林を鍛えた。プロでは変化球と制球力で勝負し、1年目に32勝22敗、防御率1.01で最優秀防御率のタイトルを獲得。また、シーズン投球回数541回と3分の1、登板71試合、先発51試合、完投44試合の日本プロ野球記録を作る。このうち、投球回数と先発試合数のシーズン記録は2023年公式戦終了時点でも破られていない。新人記録としても完投試合数はいまだに歴代1位である。一方、登板試合数も長らく新人記録であったが、2011年に大原慎司（横浜）に並ばれ、翌2012年に72登板した益田直也（ロッテ）に更新されている。当時は太平洋戦争中であり、職業野球（プロ野球）の先行きも不透明な状況下、林は故障を顧みずに連投するなど仕事である野球に全力を注いだという。
1943年は前年からの酷使や真田重男の加入もあって登板数は減るものの、20勝、防御率0.89（リーグ2位）を挙げる活躍をみせる。林は、1937年から1941年までBクラスだった朝日軍が1942年・1943年と続けてAクラス入りする原動力となった。また、バッティングも良く、投手ながら5番を打っており、1943年シーズンは外野手として4試合先発出場している。
やがて応召し、1944年にフィリピン方面に出征。戻ってくることはなく、戦死したと考えられている。しかし、死亡日時や場所は現在に至るまで不明のままである。
東京ドーム敷地内にある鎮魂の碑に、彼の名前も刻まれている。

## 詳細情報

### 年度別投手成績
| 年 度    | 球 団    | 登 板 | 先 発 | 完 投 | 完 封 | 無 四 球 | 勝 利 | 敗 戦 | セ 丨 ブ | ホ 丨 ル ド | 勝 率 | 打 者 | 投 球 回 | 被 安 打 | 被 本 塁 打 | 与 四 球 | 敬 遠 | 与 死 球 | 奪 三 振 | 暴 投 | ボ 丨 ク | 失 点 | 自 責 点 | 防 御 率 | W H I P |
| -------- | -------- | ----- | ----- | ----- | ----- | -------- | ----- | ----- | -------- | ----------- | ----- | ----- | -------- | -------- | ----------- | -------- | ----- | -------- | -------- | ----- | -------- | ----- | -------- | -------- | ------- |
| 1942     | 朝日軍   | 71    | 51    | 44    | 12    | 7        | 32    | 22    | --       | --          | .593  | 2079  | 541.1    | 351      | 6           | 134      | --    | 4        | 145      | 1     | 0        | 105   | 61       | 1.01     | 0.90    |
| 1943     | 朝日軍   | 38    | 31    | 27    | 12    | 7        | 20    | 11    | --       | --          | .645  | 1113  | 294.0    | 186      | 2           | 57       | --    | 2        | 94       | 0     | 0        | 41    | 29       | 0.89     | 0.83    |
| 通算:2年 | 通算:2年 | 109   | 82    | 71    | 24    | 14       | 52    | 33    | --       | --          | .612  | 3192  | 835.1    | 537      | 8           | 191      | --    | 6        | 239      | 1     | 0        | 146   | 90       | 0.97     | 0.87    |

- 各年度の太字はリーグ最高、赤太字はNPB記録

### タイトル
- 最優秀防御率：1回（1942年）

### 記録
- シーズン投球回数：541.1回（歴代1位）
- シーズン先発数：51試合（歴代1位）
- シーズン登板数：71試合（1リーグ時代最多、高卒新人歴代1位）
- シーズン完投数：44試合（別所昭に次いで歴代2位、新人歴代1位）
- シーズン完封勝：12試合（権藤博と並び新人歴代1位タイ[11]）
- シーズン勝利数：32勝（高卒新人歴代1位）
- シーズン無四球完投：7試合（高卒新人歴代1位）
- シーズン防御率：1.014（1942年、新人歴代1位）、0.887（1943年、最優秀防御率以外での歴代最高[12]）

### 背番号
- 11（1942年 - 1943年）